# Бринкен, Леопольд Фридрихович
Леопольд Фридрихович Бринкен (1858—1925) — русский военачальник, генерал-лейтенант Русской императорской армии и генерал от инфантерии Белого движения.

## Биография

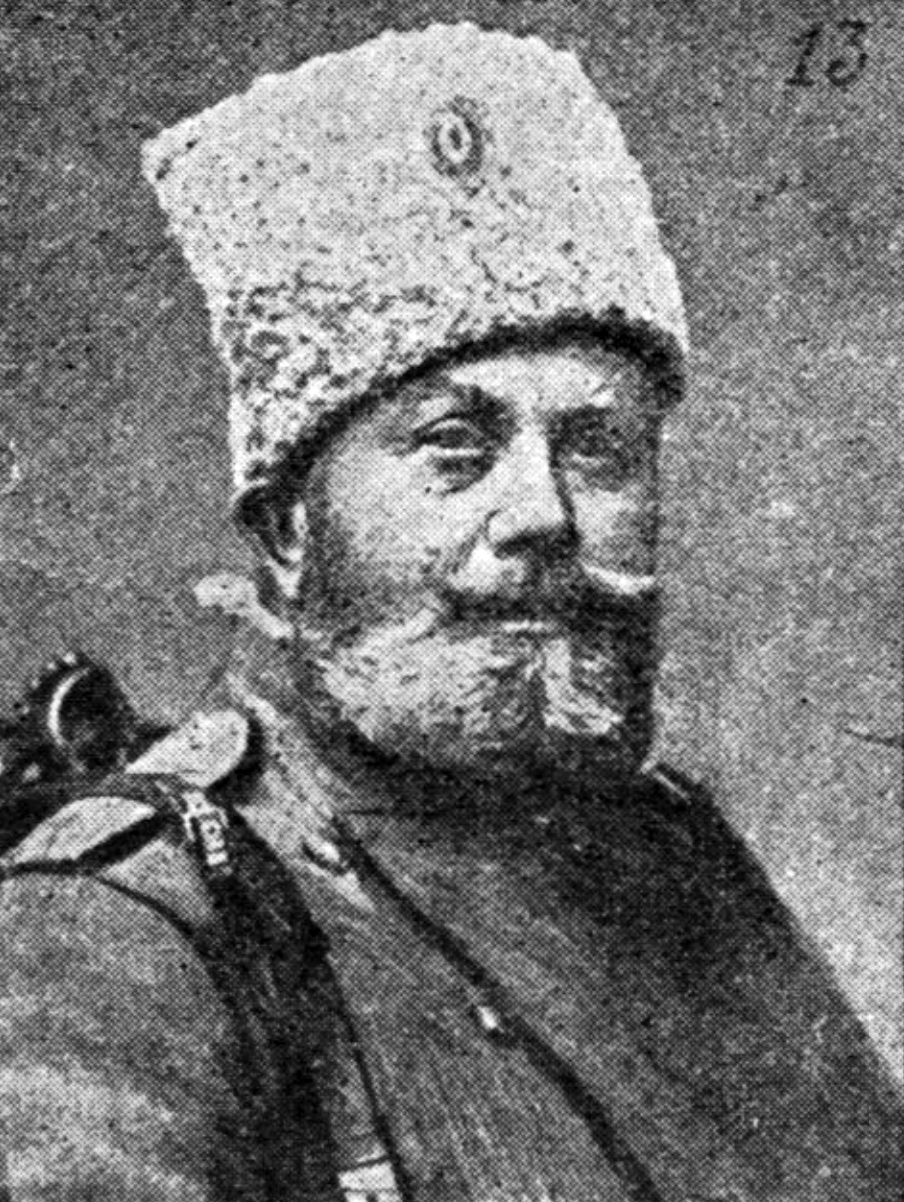
Л. Ф. Бринкен

Родился 8 марта 1858 года в дворянской лютеранской семье. Брат генерала А. Ф. Бринкена.
Образование получил в Полоцкой военной гимназии.
В военную службу вступил 11 августа 1876 года.
Окончил Павловское военное училище (1878). Выпущен подпоручиком (ст. 16.04.1878) с прикомандированием к Лейб-гвардии Гренадерскому полку.
Переведен в полк чином прапорщика гвардии (ст. 25.03.1879). Подпоручик гвардии (ст. 21.08.1879). Поручик (ст. 24.03.1885). Штабс-капитан (ст. 21.04.1891). Капитан (ст. 02.04.1895).
Полковник (ст. 06.12.1900). Командовал ротой и батальоном. Командир 95-го пехотного Красноярского полка (07.07.1906-29.03.1907). Командир Лейб-гвардии Санкт-Петербургского полка (29.03.1907-30.05.1912).
Генерал-майор (пр. 1907; ст. 31.05.1907; за отличие). Командир 1-й бригады 1-й гвардейской пехотной дивизии (с 30.05.1912). В январе 1915 года — в том же чине и должности.
Участник Первой мировой войны. Был контужен в бою. Командовал 28-й (или 2-й) пехотной дивизией (03.04.1915-18.04.1917). Генерал-лейтенант (пр. 08.05.1915; ст. 03.04.1915; за отличие по службе) с утверждением в должности начальника той же дивизии.
Уволен от службы за болезнью с мундиром и пенсией 21 сентября 1917 года. Участник Белого движения в составе ВСЮР. С 18.02.1919 — в резерве чинов при штабе Кавказской Добровольческой армии, с 22.07.1919 — в резерве чинов при штабе Главнокомандующего ВСЮР.
Эвакуирован за границу в период 12.1919 — 03.1920. На май 1920 года находился в Югославии. Был председателем югославской группы Объединения Лейб-гвардии Петроградского полка в Белграде. Генерал от инфантерии.
Позже жил в Италии. Умер в Бари (Италия) 29 августа 1925 года, где и похоронен.
Был женат и имел двоих детей.

## Награды
- Орден Святого Станислава 3 ст. (1886)[2]
- Орден Святой Анны 3 ст. (1889)
- Орден Святого Станислава 2 ст. (1892)
- Орден Святой Анны 2 ст. (1898)
- Орден Святого Владимира 4 ст. (1901)
- Орден Святого Владимира 3 ст. (1910)
- Орден Святого Станислава 1 ст. (1913)
- Орден Святой Анны 1 ст. с мечами (26.02.1915)
- Орден Святого Владимира 2 ст. с мечами (10.05.1915)
- Георгиевское оружие (30.01.1915)
- Орден Белого Орла с мечами (26.04.1916)

Иностранные:
- черногорский Орден Данило I 5 ст. (1889)
- британский Королевский Викторианский орден кавалерский крест 4 кл. (1897)